# Гађо Монтано
Гађо Монтано (итал. Gaggio Montano) је насеље у Италији у округу Болоња, региону Емилија-Ромања.
Према процени из 2011. у насељу је живело 1407 становника. Насеље се налази на надморској висини од 604 м.

## Становништво
| 1951. | 1961. | 1971. | 1981. | 1991. | 2001. | 2011. |
| ----- | ----- | ----- | ----- | ----- | ----- | ----- |
| 5.521 | 4.346 | 3.725 | 4.024 | 4.390 | 4.771 | 5.066 |